# Maciej Kułakowski
Maciej Kułakowski, ps. Mieczysław (ur. 23 lutego 1886 w Umieniu, zm. 2 lipca 1965 w Warszawie) – polski działacz socjalistyczny, poseł PPS do Sejmu Ustawodawczego II RP.

## Życiorys
Syn Józefa i Feliksy z domu Gołaszewskiej. Był tkaczem w fabrykach włókienniczych w Łodzi. Od 1906 był członkiem PPS. Zagrożony aresztowaniem zbiegł do Niemiec. Po roku powrócił i działał w PPS – Frakcji Rewolucyjnej w Łodzi.
Od 1915 uczestniczył w akcji werbunkowej do Legionów. Od stycznia 1917 do listopada 1918 był instruktorem w Polskiej Organizacji Wojskowej. W 1918 był więziony przez dwa tygodnie w Łodzi, zaś w listopadzie uczestniczył w rozbrajaniu oddziałów niemieckich.
Po odzyskaniu niepodległości, był członkiem Okręgowego Komitetu Robotniczego PPS w Kutnie. Jako delegat tego okręgu uczestniczył w lipcu 1921 w XVIII Kongresie PPS.
W wyborach parlamentarnych w 1919 został wybrany z listy nr 8 (PPS), w okręgu wyborczym nr 9 (Kutno-Gostynin-Łęczyca). W Sejmie Ustawodawczym, jako poseł Związku Polskich Posłów Socjalistycznych, pracował w komisjach: likwidacyjnej miejskiej i wodnej.
Po zakończeniu kadencji, w 1922, przeniósł się do Warszawy, gdzie pracował jako urzędnik Kasy Chorych oraz w Wytwórni Wódek Polskiego Monopolu Spirytusowego, nie uczestnicząc w życiu politycznym.